# Salmoura
A salmoura é uma solução de água saturada de sal, geralmente de cloreto de sódio ou outros sais, produzida por um fenômeno natural que ocorre nos lagos salgados. A concentração pode ser superior a 3,5% de cloreto de sódio, em massa, dissolvido, ou seja: 3,5% da massa da solução é sal. Pode obter-se a salmoura a partir de salinas.

## Origem
A salmoura ocorre naturalmente pela evaporação da água do mar ou da água dos lagos salgados, pela ação do sol ou do vento. A evaporação deixa ficar os sais, formados por aniões e catiões. Como aniões estão presentes: o cloreto (Cl-), o carbonato (CO32-) e o sulfato (SO42-). Como catiões existem: o sódio (Na+), o potássio (K+), o cálcio (Ca2+) e o magnésio (Mg2+). Os aniões associam-se aos catiões, formando o conhecido cloreto de sódio (NaCl).
Pode ser formada a partir da lavagem da sal-gema pela infiltração da água doce nas camadas permeáveis do solo.

## Usos

### Culinária
A salmoura é usada para conservação de alimentos, como carnes, peixes e conservas em geral. É utilizada na produção do picles, pois conserva o pepino (e outros legumes), que murcham através de osmose. Também pode ser utilizada no tempero do churrasco, em substituição ao sal grosso.

### Medicina
É usada como remédio caseiro, na forma de gargarejo, em casos de inflamação na garganta, pois diminui temporariamente o inchaço e a dor.

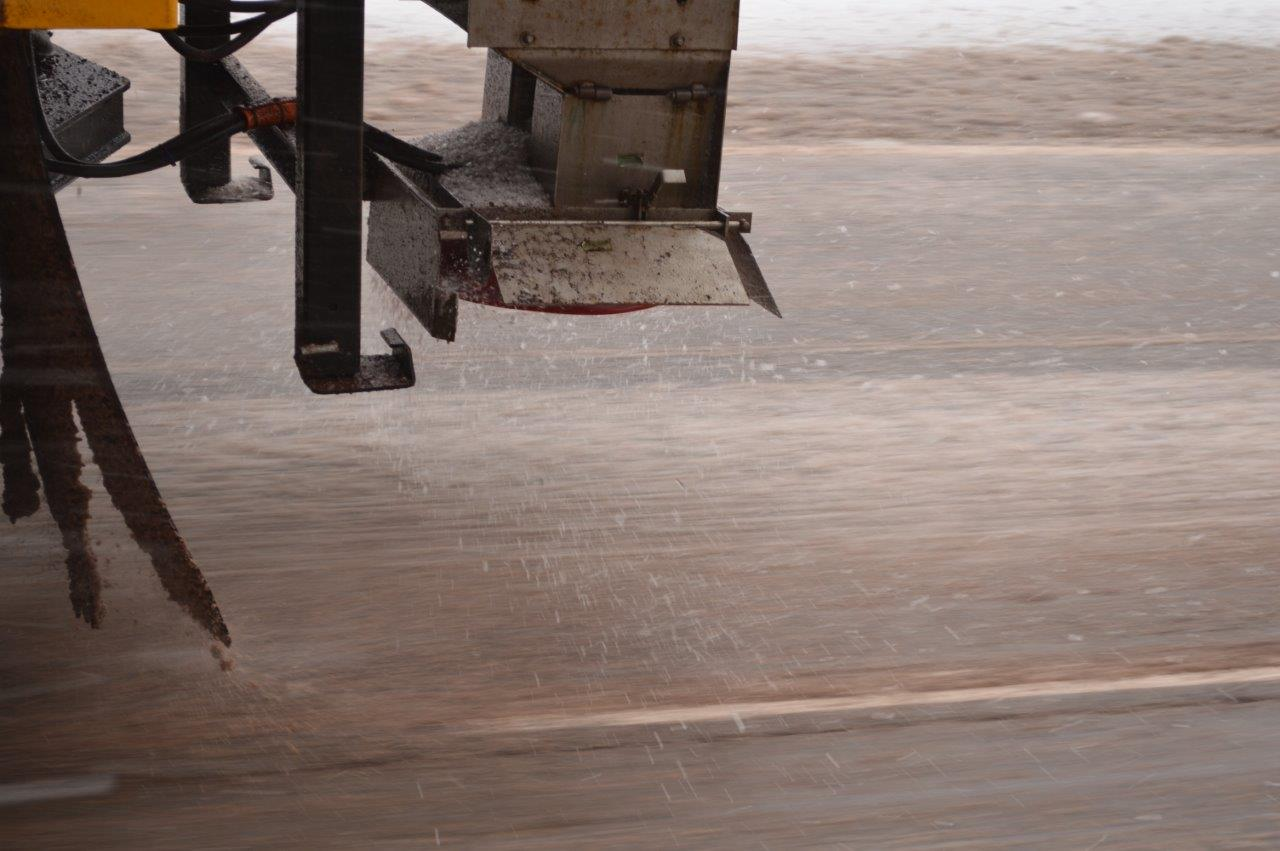
Distribuição de sal em estrada com gelo.

### Estradas
Nas estradas e autoestradas, quando há possibilidade de formação de gelo, emprega-se salmoura não corrosiva para derreter a neve e o gelo, a fim de não estragar as estruturas das pontes e viadutos. O sal reduz a temperatura de congelamento.

### Indústria
É usada em processos industriais, como a dessalinização e pode ser um risco para o ambiente devido aos seus efeitos corrosivos e tóxicos, como tal, precisa de tratamento.